# Skala Antmana
Skala Antmana (ang. TIMI Risk Score for Unstable Angina/NON-ST Elevation Myocardial Infarct) – stosowana w kardiologii siedmiostopniowa skala określająca ryzyko związane z niestabilną chorobą wieńcową lub zawałem serca bez uniesienia odcinka ST. 

## Czynniki ryzyka
- wiek > 65 lat
- > 3 czynniki ryzyka choroby wieńcowej
- > 50% zwężenie tętnicach wieńcowych
- przyjmowanie kwasu acetylosalicylowego w ciągu ostatnich 7 dni
- ciężkie objawy dławicy piersiowej (minimum 2 epizody w ciągu 24 godzin)
- wahania odcinka ST o co najmniej 0,05 mV
- dodatnie wyniki markerów uszkodzenia mięśnia sercowego

Za każdy czynnik przyznawany jest jeden punkt.
Szacowane ryzyko zgonu/zawału serca/potrzeby wczesnej rewaskularyzacji w ciągu 14 dni (Szczeklik)
- 0-1 pkt 2,9%
- 2   pkt 2,9%
- 3   pkt 4,7%
- 4   pkt 6,7%
- 5   pkt 11,5%
- 6-7 pkt 19,4%

Dane pochodzą z badania The TIMI Risk Score for Unstable Angina/Non–ST Elevation MI. A Method for Prognostication and Therapeutic Decision Making.